# Dirk Schoedon
Dirk Schoedon (* 20. Juni 1964 in Finsterwalde) ist ein deutscher Schauspieler und Regisseur.

## Leben
Schoedon wurde 1964 in der Sängerstadt Finsterwalde geboren und zog mit sechs Jahren zusammen mit seiner Familie nach Ost-Berlin. Bereits mit 14 Jahren engagierte er sich in Theaterdarbietungen in der von Helmut Grosz geführten Studiobühne Friedrichshain und absolvierte Auftritte in Berlin und Umgebung.
Obwohl er zunächst ein pädagogisches Studium anstrebte, empfahl ihm nach eigenen Angaben Helmut Grosz selbst eine professionelle Ausbildung als Schauspieler, die er schließlich von 1982 bis 1986 an der Theaterhochschule „Hans Otto“ in Leipzig absolvierte. Er spielte danach sowohl im Theater als auch in Kinofilmen und im Fernsehen. Bekanntheit erlangte er auch durch seine Rollen als Titelheld in der Märchenverfilmung Der Eisenhans sowie als Prinz Matthias in dem großen DDR-Filmklassiker Rapunzel oder der Zauber der Tränen unter der Regie von Ursula Schmenger. Jene äußerst beachtenswerte Darbietung brachte ihm später auch den Titel als „letzter DEFA-Märchenprinz“ ein. Nach der Wiedervereinigung setzte er seine Karriere fort, u. a. in den Serien Tatort, SOKO München, Im Namen des Gesetzes, Wolffs Revier, Unser Charly und Verliebt in Berlin. In der Reihe Polizeiruf 110 gehörte er von 1993 bis 1995 als Kriminalkommissar Jens Hoffmann zum Ermittlerteam. In der Serie In aller Freundschaft spielt er seit März 2003 (Folge 174) den in unregelmäßigen Abständen wiederkehrenden Charakter des Udo von Wackerstein.
Im Theater spielte er u. a. den Hamlet, Peer Gynt, Bambi in Linie 1, den Conferencier in Cabaret und den Kiepert in Der blaue Engel. Bei den Karl-May-Festspielen in Elspe spielte er den Old Shatterhand. Von 2008 bis 2016 war er mit dem Theatermonolog Ein ganz gewöhnlicher Jude von Charles Lewinsky unterwegs. Von 2012 bis 2016 spielte er in dem Musical Hinterm Horizont in Berlin. Seit 2006 tritt er als Vati in dem Berliner Kultstück Und niemals vergessen auf. Außerdem spielt Schodeon in Wir werden ewig leben für den 1. FC Union in Berlin-Köpenick. Seit 2017 tritt er als Herr Schultz im Tipi am Kanzleramt in dem Musical Cabaret in Berlin auf.
Schoedon leitet seit 2011 die von ihm gegründete Theaterschule ALLESBÜHNE, die sich speziell an Kinder und Jugendliche richtet.

### Privates
Schoedon hat aus seiner ersten bis 2007 bestehenden Ehe zwei Töchter, Melina und Myrna Schoedon. Seit 2010 lebt er mit seiner Lebenspartnerin bei Berlin.
Mit seinem Schauspielkollegen Jörg Schüttauf, mit dem er zusammen an der Theaterhochschule in Leipzig studierte und währenddessen in einer Wohngemeinschaft lebte, ist er bis heute freundschaftlich verbunden.

## Filmografie
- 1988: Der Eisenhans
- 1988: Rapunzel oder der Zauber der Tränen
- 1990: Rückwärtslaufen kann ich auch
- 1991: Der Rest, der bleibt
- 1993: Polizeiruf 110: Blue Dream – Tod im Regen (Fernsehreihe)
- 1994: Polizeiruf 110: Totes Gleis
- 1994: Polizeiruf 110: Opfergang
- 1995: Polizeiruf 110: Sieben Tage Freiheit
- 1995: Polizeiruf 110: Im Netz
- 1997: Der Fahnder (Fernsehserie, 1 Folge)
- 1997: SOKO München (Fernsehserie, 1 Folge)
- 1997: Zirkus Stolz
- 1997–2003: Im Namen des Gesetzes (Fernsehserie, 18 Folgen)
- 1997: Der Hauptmann von Köpenick
- 1998: Der letzte Zeuge – Der süße Tod
- 1999: Für alle Fälle Stefanie (Fernsehserie, 1 Folge)
- 2000: Küstenwache – Zwischen den Fronten
- 2001: Berlin is in Germany
- 2001: Polizeiruf 110: Kurschatten
- 2001: Hinter Gittern – Der Frauenknast (Fernsehserie, 2 Folgen)
- 2002: Die Cleveren (Fernsehserie, 1 Folge)
- 2002: Joe & Max
- 2003: Kalle kocht (Sitcom)
- 2003: Der kleine Mönch (Fernsehserie, 1 Folge)
- seit 2003: In aller Freundschaft (Fernsehserie, Seriennebenrolle als Udo von Wackerstein)
- 2004: Alphateam – Die Lebensretter im OP (Fernsehserie, 1 Folge)
- 2004: Wer küsst schon einen Leguan?
- 2004: Tatort: Mörderspiele (Fernsehreihe)
- 2004: Halt durch, Paul!
- 2004: Die Bourne Verschwörung (The Bourne Supremacy)
- 2005: Wolffs Revier (Fernsehserie, 1 Folge)
- 2005: Alarm für Cobra 11 – Die Autobahnpolizei (Fernsehserie, 1 Folge)
- 2005: Hallo Robbie! (Fernsehserie, 1 Folge)
- 2005: Adelheid und ihre Mörder – Jackpot à la carte
- 2006–2019: Familie Dr. Kleist (Fernsehserie, 2 Folgen, verschiedene Rollen)
- 2006: Tierärztin Dr. Mertens (Fernsehserie, 2 Folgen)
- 2007: Notruf Hafenkante (Fernsehserie, 1 Folge)
- 2007: Verliebt in Berlin (Fernsehserie, 1 Folge)
- 2008: Die Stein (Fernsehserie, 9 Folgen)
- 2008: Großstadtrevier – Leben kommt, Leben geht
- 2008: Fünf Sterne (Fernsehserie, 1 Folge)
- 2009–2010: Unser Charly (Fernsehserie, 4 Folgen)
- 2010: Cindy liebt mich nicht
- 2010: Tatort: Schön ist anders
- 2013: SOKO Wismar (Fernsehserie, 1 Folge)
- 2016: In aller Freundschaft – Die jungen Ärzte (Fernsehserie, 1 Folge als Olaf Radkte)
- 2017: Triple Ex (Fernsehserie, 1 Folge)
- 2018: Gute Zeiten, schlechte Zeiten (Fernsehserie, 3 Folgen)
- 2018: Ella Schön – Inselbegabung
- 2019: Polizeiruf 110: Heimatliebe
- 2019: Drei Schritte
- 2021: Legal Affairs (Fernsehserie)
- 2021: Mr. Greenfinger
- 2022: Life and Death of God